# Ben Riley
Pour les articles homonymes, voir Riley.
Benjamin A. Riley Jr, dit Ben Riley, né le 17 juillet 1933 à Savannah en Géorgie et mort le 18 novembre 2017 à West Islip (comté de Suffolk, État de New York), est un batteur américain de jazz au style hard bop.
Il est en particulier connu pour avoir accompagné quatre ans Thelonious Monk.

## Biographie

### Jeunesse
Ben Riley naît en 1933 à Savannah dans l'État de Géorgie, d'un père qui travaille sur un chantier naval et d'une mère qui effectue des travaux domestiques. Quatre ans plus tard, la famille Riley choisit de s'installer à New York. 
Dans le quartier de Harlem il apprend à jouer de la musique avec le clarinettiste et saxophoniste Cecil Scott. Lors de ses études, Ben Riley est membre de l'orchestre du lycée. Après ses examens il rejoint l'armée en tant que parachutiste, où il joue également dans l'orchestre militaire. En 1954 il quitte l'armée et revient habiter à New York, et commence à travailler en tant que musicien de jazz professionnel à partir de 1956.

### Carrière musicale
Ben Riley joue alors avec de nombreux musiciens, en particulier Randy Weston, Mary Lou Williams, Sonny Rollins, Woody Herman, Stan Getz, Billy Taylor, Earl Hines, Ray Bryant, Clark Terry, et Johnny Griffin. 
Riley accompagne durant quatre ans le pianiste Thelonious Monk de 1964 à 1967, enregistre de nombreux albums et part en tournée dans le monde entier. Cette collaboration lui offre une grande reconnaissance et lui permet de connaître une carrière internationale. 
Il quitte Monk et la musique à la fin des années 1960, et enseigne pendant cinq ans à l'« Académie scolaire de New York » (New York School District) située dans le quartier de Wyandanch à Long Island.
Vers le milieu des années 1970, il décide de reprendre la musique, il se produit en concert et enregistre avec la pianiste Alice Coltrane, ainsi que le New York Jazz Quartet aux côtés du pianiste Roland Hanna, du saxophoniste Frank Wess et du contrebassiste George Mraz de 1974 à 1982. Alors qu'il accompagne ce quartet il fait la connaissance en 1975 du contrebassiste Ron Carter.
Un an plus tard en 1976, il intègre le nouveau quartet que forme Ron Carter, accompagné du bassiste électrique Buster Williams et du pianiste Kenny Barron.

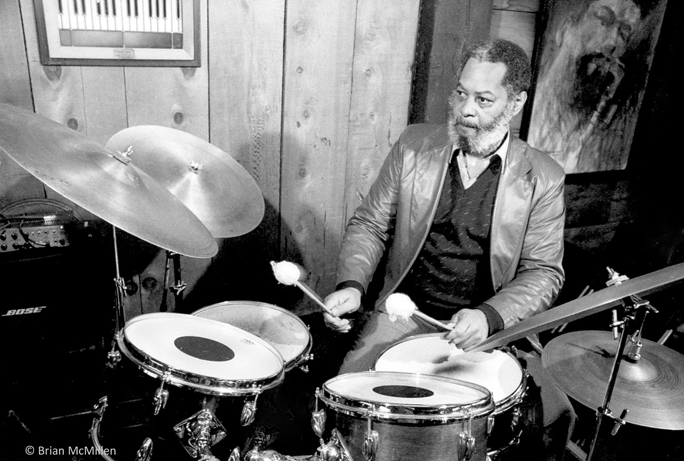
Ben Riley en 1988.

Pendant les années 1980, Ben Riley joue beaucoup et enregistre avec le quartet de Ron Carter, aux côtés de Buster Williams et de Kenny Barron. Ron Carter choisit de quitter ce quartet, les trois musiciens décident de rester ensemble, et ils forment la section rythmique de nombreux artistes en tournée à New York. Lorsque le saxophoniste ténor Charlie Rouse intègre ce trio, se crée le groupe Sphere, dédié à l'exploration des musiques de Monk. Après le décès de Charlie Rouse en 1988, le saxophoniste Gary Bartz le remplace, mais le groupe Sphere devient rapidement inactif.
Ben Riley poursuit cependant sa collaboration avec Kenny Barron avec qui il enregistre et se produit. Il joue aussi avec Abdullah Ibrahim, Barney Kessel, Chet Baker, Andrew Hill, Johnny Griffin, Kenny Burrell, Phil Woods, et de nombreux autres musiciens de jazz.
Il forme en 2006 le groupe Monk Legacy Band avec notamment le trompettiste Don Sickler, les saxophonistes Wayne Escoffery et Jay Brandford ou le guitariste Freddie Bryant.

## Discographie sélective

### En leader
| Enregistrement | Nom de l'album    | Label et notes  |
| -------------- | ----------------- | --------------- |
| 1996           | Weaver of Dreams  | Joken Records   |
| 2006           | Memories of T     | Concord Records |
| 2012           | Grown Folks Music | Sunnyside       |

### En accompagnateur
Quelques enregistrements notables en sideman.
| Enregistrement | Leader                                | Nom de l'album                            | Label             |
| -------------- | ------------------------------------- | ----------------------------------------- | ----------------- |
| 1960           | Eddie "Lockjaw" Davis                 | Griff and Lock                            | Jazzland Records. |
| 1960           | Johnny Griffin                        | Studio Jazz Party                         | Riverside Records |
| 1960           | Johnny Griffin                        | Tough Tenors                              | Jazzland          |
| 1961           | Eddie "Lockjaw" Davis                 | Afro-Jaws                                 | Jazzland          |
| 1961           | Eddie "Lockjaw" Davis                 | Blues Up and Down                         | Jazzland          |
| 1961           | Junior Mance                          | Junior Mance Trio at the Village Vanguard | Jazzland          |
| 1961           | Eddie "Lockjaw" Davis, Johnny Griffin | The Tenor Scene                           | Prestige Records  |
| 1962           | Sonny Rollins                         | The Bridge                                | RCA Victor        |
| 1962           | Johnny Griffin                        | Tough Tenor Favorites                     | Jazzland          |
| 1962           | Sonny Rollins                         | What's New?                               | RCA Victor        |
| 1964           | Thelonious Monk                       | It's Monk's Time                          | Columbia Records  |
| 1964           | Thelonious Monk                       | Live at the It Club                       | Columbia Records  |
| 1964           | Thelonious Monk                       | Live at the Jazz Workshop                 | Columbia Records  |
| 1965           | Thelonious Monk                       | Paris Jazz Concert                        | Columbia Records  |
| 1967           | Thelonious Monk                       | Live in Paris (1967)                      | Columbia Records  |
| 1967           | Thelonious Monk                       | Straight, No Chaser                       | Columbia Records  |
| 1967           | Thelonious Monk                       | Underground                               | Columbia Records  |
| 1970           | Andrew Hill                           | One for One                               | Blue Note Records |
| 1970           | Alice Coltrane                        | Ptah, the El Daoud                        | Impulse!          |
| 1972           | Alice Coltrane                        | World Galaxy                              | Impulse!          |
| 1977           | Ron Carter                            | Piccolo                                   | Milestone Records |
| 1982           | Sphere                                | Four in One                               | Elektra Musician  |
| 1989           | Andrew Hill                           | Eternal Spirit                            | Blue Note Records |